# .gb
.gb e интернет домейн от първо ниво за Обединено кралство. Администрира се от JANET(UK). Представен е през 1985. Вече не се използва и не могат да се правят регистрации под това име.